# Patrik Laine
Patrik Laine (Tampere, 19 aprile 1998) è un hockeista su ghiaccio finlandese, attaccante dei Columbus Blue Jackets nella National Hockey League.
Impiegato principalmente come ala destra, in precedenza ha militato nel Tappara (squadra della sua città natale) in Liiga, il massimo campionato finlandese e successivamente nei Winnipeg Jets, che lo hanno selezionato come seconda scelta assoluta nel Draft del 2016.

## Palmarès

### Mondiali senior
- 1 medaglia:
  - 1 argento (Russia 2016)